# Žatec (Jihlavai járás)
Žatec település Csehországban, a Jihlavai járásban. Žatec Dyjice, Ořechov, Mysliboř, Sedlejov és Urbanov településekkel határos. Lakosainak száma 110 fő (2024. január 1.).

## Népesség
A település lakosságának változását az alábbi diagram mutatja:
| Lakosok száma | 156  | 194  | 170  | 135  | 144  | 112  | 116  | 108  | 114  | 110  |
|               | 1869 | 1890 | 1921 | 1950 | 1980 | 2001 | 2017 | 2019 | 2022 | 2024 |